# Cartier Diamond Dagger
Le Cartier Diamond Dagger ou le  Diamond Dagger est un prix littéraire du Royaume-Uni délivré par l'association des écrivains de romans policiers (Crime Writers' Association). Ce prix récompense les auteurs pour leur carrière littéraire. Il a été sponsorisé pendant vingt-six ans par l'entreprise Cartier, donnant son nom au prix. Ce sponsoring s'est terminé après la remise du prix 2011,.

## Lauréats
- 1986 - Eric Ambler[3]
- 1987 - P. D. James[3]
- 1988 - John le Carré[3]
- 1989 - Dick Francis[3]
- 1990 - Julian Symons[3]
- 1991 - Ruth Rendell[3]
- 1992 - Leslie Charteris[3]
- 1993 - Ellis Peters[3]
- 1994 - Michael Gilbert[3]
- 1995 - Reginald Hill[3]
- 1996 - H. R. F. Keating[3]
- 1997 - Colin Dexter[3]
- 1998 - Ed McBain[3]
- 1999 - Margaret Yorke[3]
- 2000 - Peter Lovesey[3]
- 2001 - Lionel Davidson[3]
- 2002 - Sara Paretsky[3]
- 2003 - Robert Barnard[3]
- 2004 - Lawrence Block[3]
- 2005 - Ian Rankin[3]
- 2006 - Elmore Leonard[3]
- 2007 - John Harvey[3]
- 2008 - Sue Grafton[3]
- 2009 - Andrew Taylor[3]
- 2010 - Val McDermid[3]
- 2011 - Lindsey Davis[3]
- 2012 - Frederick Forsyth[3]
- 2013 - Lee Child[3]
- 2014 - Simon Brett[3],[4]
- 2015 - Catherine Aird[3],[5]
- 2016 - Peter James[3]
- 2017 - Ann Cleeves[3]
- 2018 - Michael Connelly[3]
- 2019 – Robert Goddard[6]
- 2020 – Martin Edwards[6]
- 2021 – Martina Cole[6]
- 2022 – C. J. Sansom[6]
- 2023 – Walter Mosley[6]
- 2024 – James Lee Burke et Lynda La Plante[6]
- 2025 - Mick Herron[6]